# 粘毛忍冬
粘毛忍冬（学名：Lonicera fargesii）是忍冬科忍冬属的植物，为中国的特有植物。分布于中国大陆的甘肃、山西、河南、四川、陕西等地，生长于海拔1,600米至2,900米的地区，常生长在山坡、山谷林中或灌丛中，目前尚未由人工引种栽培。